# Podaż
Podaż (ang. supply) – ilość dóbr oferowana na rynku przez producentów. Podstawowym czynnikiem wpływającym na wysokość podaży jest cena, co jest prezentowane w formie graficznej za pomocą krzywej podaży.
W ekonomii terminu podaż używa się w dwóch kontekstach:
- wielkość podaży – ilość dobra oferowana na rynku. Zmiany wielkości podaży są obrazowane przez ruch wzdłuż krzywej podaży;
- funkcja podaży – różne ilości dobra, które będą oferowane na rynku w zależności od ceny dobra (zgodnie z prawem podaży). Zmiany funkcji podaży są obrazowane przez przesunięcia krzywej podaży.

## Prawo podaży
Przy założeniu ceteris paribus, wielkość podaży danego towaru zwiększa się, jeśli wzrasta jego cena, natomiast obniżaniu się ceny, towarzyszy spadek wielkości podaży. Poziom wielkości podaży, tak jak poziom wielkości popytu nie zależy tylko od ceny towaru.

## Czynniki kształtujące wielkość podaży
Na podaż dobra poza ceną wpływają również inne czynniki, są to m.in.:
- ceny czynników produkcji (m.in. wynagrodzenia pracowników, koszty energii, czynsz, ceny urządzeń i surowców, odsetki od zaciągniętych kredytów bankowych);
- technologia, w szczególności technologia wytwarzania dobra;
- liczba producentów na danym rynku;
- oczekiwania dotyczące zmian cen na rynku;
- ceny innych dóbr, które również mogą wytwarzać producenci danego dobra[1];
- zdolność producentów do trafnego przewidywania popytu i odpowiedniego zorganizowania produkcji[1]
- interwencyjna polityka państwa, dotacje, subwencje, warunki prawne;
- czynniki przypadkowe, np. zmienność pogody.